# CARNIVAL (ゲーム)
『CARNIVAL』（カーニバル）は、2004年5月14日にS.M.Lより発売されたWindows用18禁ビジュアルノベルである。

## 発売歴
- 2004年5月14日 - パッケージ版
- 2004年12月9日 - 小説版初版 ISBN 4-86032-128-6
- 2005年4月15日 - DVD-PG版
- 2006年6月19日 - パッケージ版ロットアップ
- 2006年7月28日 - ダウンロード販売開始

## 概要
第一部「CARNIVAL」編、第二部「MONTE-CRISTO」編、第三部「TRAUMEREI」編の全三部から構成されており、作品内では『モンテ・クリスト伯』や『金色夜叉』等の文学作品等からの引用の他、児童虐待、精神疾患、殺人、強姦等の要素が作品内で扱われている。
オープニングムービーはアニメーターの倉嶋丈康が担当した。
シナリオライターである瀬戸口廉也が初めて関わったアダルトゲーム作品である。

## 登場人物
木村 学（きむら まなぶ）
物語開始時の主人公。
武（たけし）
声：氷河流
学の友達（？）。
九条 理紗（くじょう りさ）
声：ダイナマイト☆亜美
学の幼馴染。社交的で成績優秀。
渡会 泉（わたらい いずみ）
声：吉川華生
学のクラスメイト。理紗とは中学以来の親友。
志村 詠美（しむら えいみ）
声：白井綾乃
上級生。学校のマドンナ的存在だが、理紗の人気によりその地位を脅かされつつある。
志村 麻里（しむら まり）
声：岩泉まい
詠美の妹。
高杉 百恵（たかすぎ ももえ）
声：伊藤瞳子
婦人警官。
九条 香織（くじょう かおり）
声：長崎みなみ
理紗の母。
九条 洋一（くじょう よういち）
理紗の弟。小説版では主人公であり、7年前に忽然と消えた姉の行方を追うことになる。少々特殊な性癖を持つ。
サオリ
小説版のみに登場する。複雑な家庭環境で育ち、浮浪生活を送る。
木村 富子（きむら とみこ）
小説版によって、学の祖母。
木村 博美（きむら ひろみ）
小説版によって、学の母。

## スタッフ
- 原作・シナリオ監修 - 桑島由一
- シナリオ - 瀬戸口廉也
- 原画 - 川原誠
- 音楽 - milktub
- プロモーションムービー - Iris motion graphics
- オープニングムービー - 倉嶋丈康

## 主題歌
- オープニング曲 「カーニバル」
  - 作詞 - 桑島由一
  - 作曲 - 上松範康
  - 編曲 - 藤田淳平
  - 歌 - NANA
- エンディング曲 「記憶」
  - 作詞 - 桑島由一
  - 作曲 - milktub
  - 編曲 - 藤田淳平
  - 歌 - YURIA